# 罗家乡 (龙游县)
罗家乡，是中华人民共和国浙江省衢州市龙游县下辖的一个乡镇级行政单位。

## 行政区划
罗家乡下辖以下地区：
岭根村、陆村、芰塘金村、荷村、廖家村、缪家村、席家村、马府墩村、姜家村和罗家村。